# Türkiye Kupası 1992/93
Die Türkiye Kupası 1992/93 war die 31. Auflage des türkischen Fußball-Pokalwettbewerbes. Der Wettbewerb begann am 30. September 1992 mit der 1. Runde und endete am 7. April 1993 mit dem Rückspiel des Finales. Im Endspiel trafen Beşiktaş Istanbul und Galatasaray Istanbul aufeinander. Beşiktaş nahm zum siebten Mal am Finale teil und Galatasaray zum 12. Mal.
Diese Finalpaarung kam zum zweiten Mal zustande. Galatasaray gewann den Pokal zum zehnten Mal. Sie gewannen gegen Beşiktaş im Hinspiel 1:0. Im Rückspiel war das Ergebnis ein 2:2-Unentschieden.

## Teilnehmende Mannschaften
Für den türkischen Pokal waren folgende 141 Mannschaften teilnahmeberechtigt
| 1. Liga die 16 Vereine der Saison 1992/1993 | 2. Liga die 53 Vereine der Saison 1992/1993 | 3. Liga die 72 Vereine aus der Saison 1992/1993 |
| Altay İzmir Aydınspor Bakırköyspor Beşiktaş Istanbul Bursaspor Fenerbahçe Istanbul Galatasaray Istanbul Gaziantepspor Gençlerbirliği Ankara Karşıyaka SK Kayserispor Kocaelispor Konyaspor MKE Ankaragücü Sarıyer GK Trabzonspor | Adanaspor Adana Demirspor Akçaabat Sebatspor Alanyaspor Antalyaspor Ayvalıkgücü Bafraspor Bandırmaspor Balıkesirspor Batman Belediyespor Bucaspor Boluspor Çaykur Rizespor Denizlispor Diyarbakırspor Erzurumspor Eyüpspor Gaziosmanpaşaspor Göztepe Izmir İnegölspor Iskenderunspor Ispartaspor İstanbulspor Izmirspor Kahramanmaraşspor Karabükspor Kartalspor Keçiörengücü Küçükçekmecespor Kütahyaspor Manisaspor Malatyaspor Mersin İdman Yurdu Muğlaspor Mudurnuspor Muşspor Orduspor Petrol Ofisi SK PTT Sakaryaspor Samsunspor Siirt Köy Hizmetleri YSE Sökespor Tarsus İdman Yurdu Ünyespor Üsküdar Anadolu SK Vanspor Yalovaspor Yeni Nazillispor Yeni Salihlispor Yeni Yozgatspor Zonguldakspor Zeytinburnuspor | Adana Gençlerbirliği Adana Polisgücü Afyonspor Ağrıspor Akhisar Belediyespor Aksarayspor Aliağa Petkimspor Altınordu Izmir Anadoluhisarı Idman Yurdu Ankara Demirspor Antalya Ormanspor Antalya Özel İdarespor Artvin Hopaspor Bartınspor Batman Petrolspor Bayburtspor Bayrampaşaspor Beykozspor Bergamaspor Bozüyükspor Bursa Merinosspor Bulanacakspor Çayelispor Çengelköyspor Çorluspor Çorumspor Çubukspor Dardanelspor Edirnespor Erdemir Ereğlispor Elazığspor Eskişehir Şekerspor Eskişehirspor Fatih Karagümrük SK Feriköy SK Galata SK Gebzespor Giresunspor Gönenspor Hatayspor Samsun Kadıköyspor Karamanspor Karsspor Kasımpaşa Istanbul Kayseri Erciyesspor Kemerspor Keşanspor Kozan Belediyespor Küçükköyspor Kuşadasıspor Mardinspor Marmaris Belediye Gençlik Merzifonspor MKE Kırıkkalespor Mudanyaspor Mustafakemalpaşaspor Nevşehir Spor Gençlik Niğdespor Osmaniyespor Seydişehir Eti Alüminyumspor Şanlıurfaspor Şekerspor Silvanspor Sivasspor Tavşanlı Linyitspor Tekirdağspor Trabzon Telekomspor Turgutluspor Ümraniyespor Uşakspor Yeni Çamdibi Gençlerbirliği Yüksekova Cilospor |

## 1. Hauptrunde
Teilnehmer der 1. Runde:
- 63 Mannschaften: die Drittligisten aus der Saison 1991/92 auf den Plätzen 2 bis 8, der jeweiligen neun Gruppen
- 9 Mannschaften: die Absteiger aus der 2. Liga der Saison 1991/92
- 53 Mannschaften: die Mannschaften aus der 2. Liga der Saison 1992/93

Die 1. Hauptrunde wurde am 30. September 1992 ausgetragen. Batman Petrolspor erhielt das Freilos und war für 2. Hauptrunde qualifiziert.
|                        | Ergebnis              |                              |
| ---------------------- | --------------------- | ---------------------------- |
| Adana Polisgücü        | 6:3                   | Kayseri Erciyesspor          |
| Keçiörengücü           | 4:2                   | Zonguldakspor                |
| Küçükköyspor           | 0:2                   | Anadoluhisarı Idman Yurdu    |
| Balıkesirspor          | 2:1 n. V.             | Ayvalıkgücü Belediyespor     |
| Göztepe Izmir          | 1:3                   | Izmirspor                    |
| Adanaspor              | 5:0                   | İskenderunspor               |
| Afyonspor              | 3:2                   | Marmaris Belediye Gençlik    |
| Akçaabat Sebatspor     | 2:1                   | Çaykur Rizespor              |
| Aliağa Petkimspor      | 1:2                   | Turgutluspor                 |
| Altınordu Izmir        | 0:0 n. V. (4:2 i. E.) | Denizlispor                  |
| Antalya Ormanspor      | 1:2 n. V.             | Seydişehir Eti Alüminyumspor |
| Antalya Özel İdarespor | 3:0                   | Kemerspor                    |
| Antalyaspor            | 0:0 n. V. (2:3 i. E.) | Alanyaspor                   |
| Bandırmaspor           | 1:2                   | Üsküdar Anadolu SK           |
| Bartınspor             | 2:1                   | Erdemir Ereğlispor           |
| Bergamaspor            | 3:0                   | Yeni Çamdibi Gençlerbirliği  |
| Bulancakspor           | 1:1 n. V. (7:6 i. E.) | Bayburtspor                  |
| Bursa Merinosspor      | 3:0                   | Mustafakemalpaşa             |
| Çayelispor             | 1:4                   | Trabzon Telekomspor          |
| Çengelköyspor          | 0:2                   | Galata SK                    |
| Çubukspor              | 0:2                   | Aksarayspor                  |
| Dardanelspor           | 8:0                   | Eskişehir Şekerspor          |
| Diyarbakırspor         | 2:1                   | Vanspor                      |
| Edirnespor             | 1:0                   | Çorluspor                    |
| Eskişehirspor          | 2:0                   | Bozüyükspor                  |
| Fatih Karagümrük SK    | 3:1                   | Gönenspor                    |
| Feriköy SK             | 3:1                   | Beykozspor                   |
| Gaziosmanpaşaspor      | 1:2                   | Yalovaspor                   |
| Gebzespor              | 4:2                   | Mudanyaspor                  |
| Giresunspor            | 3:1                   | Artvin Hopaspor              |
| Hatayspor              | 3:2 n. V.             | Malatyaspor                  |
| İnegölspor             | 0:1 n. V.             | Boluspor                     |
| Samsun Kadıköyspor     | 0:2                   | Merzifonspor                 |
| Kahramanmaraşspor      | 3:4                   | Adana Demirspor              |
| Karamanspor            | 2:0                   | MKE Kırıkkalespor            |
| Kartalspor             | 3:2                   | Eyüpspor                     |
| Kasımpaşa Istanbul     | 0:1                   | Küçükçekmecespor             |
| Kozan Belediyespor     | 3:1                   | Osmaniyespor                 |
| Kuşadasıspor           | 3:0                   | Akhisar Belediyespor         |
| Kütahyaspor            | 2:1                   | Tarsus İdman Yurdu           |
| Manisaspor             | 2:1                   | Bucaspor                     |
| Mersin İdman Yurdu     | 0:0 n. V. (3:4 i. E.) | Ispartaspor                  |
| Muğlaspor              | 2:1                   | Nazilli Belediyespor         |
| Muşspor                | 2:1                   | Elazığspor                   |
| Nevşehir Spor Gençlik  | 4:0                   | Ankara Demirspor             |
| Niğdespor              | 2:1 n. V.             | Adana Gençlerbirliği         |
| Orduspor               | 7:0                   | Ünyespor                     |
| Sakaryaspor            | 5:0                   | Mudurnuspor                  |
| Samsunspor             | 4:0                   | Erzurumspor                  |
| Siirtspor              | 2:2 n. V. (4:3 i. E.) | Batman Belediyespor          |
| Sivasspor              | 2:0                   | Çorumspor                    |
| Şanlıurfaspor          | 7:0                   | Silvanspor                   |
| Tavşanlı Linyitspor    | 4:0                   | Uşakspor                     |
| Tekirdağspor           | 2:0                   | Keşanspor                    |
| Ümraniyespor           | 3:1                   | Bayrampaşaspor               |
| Yeni Salihlispor       | 0:3                   | Sökespor                     |
| Yozgatspor             | 1:0                   | Karabükspor                  |
| Yüksekova Cilospor     | 2:0                   | Mardinspor                   |
| Zeytinburnuspor        | 3:1                   | İstanbulspor                 |
| Bafraspor              | 2:3                   | PTT                          |
| Karsspor               | 0:1                   | Ağrıspor                     |
| Şekerspor              | 1:2                   | Petrol Ofisi SK              |

## 2. Hauptrunde
Die 2. Hauptrunde wurde am 14. Oktober 1992 ausgetragen. Üsküdar Anadolu SK erhielt ein Freilos und war für die 3. Hauptrunde qualifiziert.
|                              | Ergebnis              |                           |
| ---------------------------- | --------------------- | ------------------------- |
| Petrol Ofisi SK              | 3:0                   | Ispartaspor               |
| Adanaspor                    | 7:0                   | Muşspor                   |
| Alanyaspor                   | 3:1                   | Kütahyaspor               |
| Altınordu Izmir              | 3:2 n. V.             | Balıkesirspor             |
| Bartınspor                   | 3:1                   | Merzifonspor              |
| Dardanelspor                 | 5:0                   | Bergamaspor               |
| Diyarbakırspor               | 4:3                   | Hatayspor                 |
| Edirnespor                   | 2:4                   | Tekirdağspor              |
| Eskişehirspor                | 2:1 n. V.             | Boluspor                  |
| Feriköy SK                   | 3:2                   | Anadoluhisarı Idman Yurdu |
| Galata SK                    | 4:2                   | Ümraniyespor              |
| Giresunspor                  | 2:1                   | Bulancakspor              |
| Kozan Belediyespor           | 2:0                   | Adana Polisgücü           |
| Kuşadasıspor                 | 3:1                   | Turgutluspor              |
| Küçükçekmecespor             | 1:2 n. V.             | Kartalspor                |
| Manisaspor                   | 1:0                   | Muğlaspor                 |
| Nevşehir Spor Gençlik        | 0:1                   | Karamanspor               |
| Niğdespor                    | 1:2 n. V.             | Aksarayspor               |
| Samsunspor                   | 4:0                   | Akçaabat Sebatspor        |
| Seydişehir Eti Alüminyumspor | 1:1 n. V. (4:3 i. E.) | Antalya Özel İdarespor    |
| Siirtspor                    | 4:2                   | Adana Demirspor           |
| Sivasspor                    | 1:0                   | Trabzon Telekomspor       |
| Sökespor                     | 1:2                   | İzmirspor                 |
| Şanlıurfaspor                | 1:2                   | Batman Petrolspor         |
| Tavşanlı Linyitspor          | 2:1                   | Afyonspor                 |
| Yalovaspor                   | 2:1                   | Sakaryaspor               |
| Yozgatspor                   | 2:1                   | PTT                       |
| Yüksekova Cilospor           | 3:0                   | Ağrıspor                  |
| Zeytinburnuspor              | 3:0                   | Fatih Karagümrük          |
| Bursa Merinosspor            | 4:3                   | Gebzespor                 |
| Keçiörengücü                 | 0:0 n. V. (4:3 i. E.) | Orduspor                  |

## 3. Hauptrunde
Die 3. Hauptrunde wurde am 4. November 1992 ausgetragen.
|                              | Ergebnis              |                   |
| ---------------------------- | --------------------- | ----------------- |
| Altınordu Izmir              | 3:4                   | Izmirspor         |
| Samsunspor                   | 2:0                   | Petrol Ofisi SK   |
| Yüksekova Cilospor           | 2:1 n. V.             | Batman Petrolspor |
| Adanaspor                    | 0:1                   | Alanyaspor        |
| Bartınspor                   | 2:1                   | Giresunspor       |
| Dardanelspor                 | 2:1 n. V.             | Tekirdağspor      |
| Galata SK                    | 2:3                   | Feriköy SK        |
| Kozan Belediyespor           | 2:0                   | Karamanspor       |
| Manisaspor                   | 1:1 n. V. (7:8 i. E.) | Eskişehirspor     |
| Seydişehir Eti Alüminyumspor | 2:1 n. V.             | Kuşadasıspor      |
| Siirtspor                    | 2:1                   | Diyarbakırspor    |
| Sivasspor                    | 1:3                   | Aksarayspor       |
| Tavşanlı Linyitspor          | 2:1                   | Bursa Merinosspor |
| Üsküdar Anadolu SK           | 1:2                   | Yalovaspor        |
| Yozgatspor                   | 2:1                   | Keçiörengücü      |
| Zeytinburnuspor              | 0:1                   | Kartalspor        |

## 4. Hauptrunde
Die 4. Hauptrunde wurde am 25. November 1992 ausgetragen.
|                     | Ergebnis              |                              |
| ------------------- | --------------------- | ---------------------------- |
| Alanyaspor          | 3:1                   | Siirtspor                    |
| Bartınspor          | 1:0                   | Aksarayspor                  |
| Eskişehirspor       | 2:1                   | Izmirspor                    |
| Feriköy SK          | 0:0 n. V. (2:4 i. E.) | Dardanelspor                 |
| Tavşanlı Linyitspor | 2:1                   | Seydişehir Eti Alüminyumspor |
| Yalovaspor          | 3:2 n. V.             | Kartalspor                   |
| Yozgatspor          | 1:2                   | Samsunspor                   |
| Yüksekova Cilospor  | 2:1                   | Kozan Belediyespor           |

## 5. Hauptrunde
Die 5. Hauptrunde wurde am 9. Dezember 1992 ausgetragen. Zu den 8 Siegern aus der 4. Hauptrunde nahmen hier die Erstligisten von Platz 9. bis 16 der aktuellen Saison 1992/93 teil.
|                     | Ergebnis              |                       |
| ------------------- | --------------------- | --------------------- |
| Alanyaspor          | 1:0                   | Bakırköyspor          |
| Aydınspor           | 3:1                   | Eskişehirspor         |
| Kayserispor         | 0:0 n. V. (4:2 i. E.) | Karşıyaka SK          |
| Konyaspor           | 1:3                   | Gençlerbirliği Ankara |
| Samsunspor          | 0:1 n. V.             | Dardanelspor          |
| Tavşanlı Linyitspor | 1:3                   | Gaziantepspor         |
| Yalovaspor          | 2:3 n. V.             | Bartınspor            |
| Yüksekova Cilospor  | 0:2                   | Sarıyer GK            |

## Achtelfinale
Das Achtelfinale wurde am 22. Dezember 1992 ausgetragen. Zu den acht Siegern aus der 5. Hauptrunde nahmen hier die Erstligisten von Platz 1. bis 8 der aktuellen Saison 1992/93 teil.
|                     | Ergebnis |                       |
| ------------------- | -------- | --------------------- |
| Bartınspor          | 1:4      | Galatasaray Istanbul  |
| Dardanelspor        | 1:0      | MKE Ankaragücü        |
| Fenerbahçe Istanbul | 5:2      | Gençlerbirliği Ankara |
| Gaziantepspor       | 1:3      | Bursaspor             |
| Kocaelispor         | 6:2      | Alanyaspor            |
| Sarıyer GK          | 6:2      | Altay Izmir           |
| Trabzonspor         | 2:1      | Kayserispor           |
| Beşiktaş Istanbul   | 3:1      | Aydınspor             |

## Viertelfinale
Das Viertelfinale fand am 27. Januar 1993 statt.
|                      | Ergebnis |                     |
| -------------------- | -------- | ------------------- |
| Galatasaray Istanbul | 2:0      | Dardanelspor        |
| Bursaspor            | 0:2      | Fenerbahçe Istanbul |
| Trabzonspor          | 4:1      | Kocaelispor         |
| Beşiktaş Istanbul    | 3:0      | Sarıyer GK          |

## Halbfinale
- Hinspiele: 10. Februar 1993
- Rückspiele: 17. März 1993

|                      | Gesamt |                     | Hinspiel | Rückspiel |
| -------------------- | ------ | ------------------- | -------- | --------- |
| Galatasaray Istanbul | 4:3    | Trabzonspor         | 3:0      | 1:3       |
| Beşiktaş Istanbul    | 2:1    | Fenerbahçe Istanbul | 1:0      | 1:1       |

## Finale

### Hinspiel
| Paarung              | Galatasaray Istanbul – Beşiktaş Istanbul |
| Ergebnis             | 1:0 (1:0) |
| Datum                | 24. März 1993 um 13:00 Uhr |
| Stadion              | Ali-Sami-Yen-Stadion, Istanbul |
| Schiedsrichter       | Bülent Yavuz |
| Tore                 | 1:0 Erdal Keser (44.) |
| Galatasaray Istanbul | Hayrettin Demirbaş – Reinhard Stumpf (86. Şevket Candar), Bülent Korkmaz, Mert Korkmaz, Falko Götz – Suat Kaya (80. Uğur Tütüneker), Tugay Kerimoğlu, Hamza Hamzaoğlu, Erdal Keser – Arif Erdem, Hakan Şükür Cheftrainer: Karl-Heinz Feldkamp ( Deutschland) |
| Beşiktaş Istanbul    | Jarosław Bako – Ulvi Güveneroğlu, Recep Çetin, Mutlu Topçu, Ali Günçar – Rıza Çalımbay, Fany Madida, Mehmet Özdilek, Metin Tekin (80. Turan Uzun) – Feyyaz Uçar, Mitar Mrkela (65. Yusuf Tokaç) Cheftrainer: Gordon Milne ( England)                         |
| Gelbe Karten         | Mert Korkmaz, Hakan Şükür, Erdal Keser – Recep Çetin |

### Rückspiel
| Paarung              | Beşiktaş Istanbul – Galatasaray Istanbul |
| Ergebnis             | 2:2 (1:2) |
| Datum                | 7. April 1993um 17:00 Uhr |
| Stadion              | Inönü-Stadion, Istanbul |
| Schiedsrichter       | Ahmet Çakar |
| Tore                 | 0:1 Hakan Şükür (2.) 0:2 Arif Erdem (26.) 1:2 Feyyaz Uçar (44.) 2:2 Ulvi Güveneroğlu (84.) |
| Beşiktaş Istanbul    | Jarosław Bako – Kadir Akbulut, Recep Çetin, Mutlu Topçu, Ali Günçar (75. Metin Tekin) – Rıza Çalımbay, Fany Madida, Mehmet Özdilek, Ulvi Güveneroğlu, Turan Uzun (62. Mitar Mrkela) – Feyyaz Uçar Cheftrainer: Gordon Milne ( England)                         |
| Galatasaray Istanbul | Hayrettin Demirbaş – Reinhard Stumpf, Bülent Korkmaz, Yusuf Altıntaş (55. Şevket Candar), Falko Götz – Suat Kaya, Tugay Kerimoğlu, Hamza Hamzaoğlu, Erdal Keser – Arif Erdem, Hakan Şükür (75. Uğur Tütüneker) Cheftrainer: Karl-Heinz Feldkamp ( Deutschland) |
| Gelbe Karten         | Turan Uzun, Ali Günçar – Hayrettin Demirbaş, Erdal Keser |
| Platzverweise        | Kadir Akbulut (81.) – Suat Kaya (27.), Falko Götz (60.) |

## Beste Torschützen
| Rang | Spieler         | Verein                       | Tore |
| ---- | --------------- | ---------------------------- | ---- |
| 1    | Ertuğrul Sağlam | Samsunspor                   | 5    |
| 1    | Levent Eriş     | Izmirspor                    | 5    |
| 3    | Erdal Keser     | Galatasaray Istanbul         | 4    |
| 3    | Feyyaz Uçar     | Beşiktaş Istanbul            | 4    |
| 3    | Yaşar Erdoğan   | Bartinspor                   | 4    |
| 3    | Recep Gayur     | Alanyaspor                   | 4    |
| 7    | Ali Bilgin      | Siirtspor                    | 3    |
| 7    | Adem Ertul      | Seydişehir Eti Alüminyumspor | 3    |
| 7    | Hasan Özer      | Gaziantepspor                | 3    |
| 7    | İbrahim Evin    | Aksarayspor                  | 3    |